# Бойко, Сергей Иванович
Сергей Иванович Бойко (род. 1962) — сотрудник советских и российских органов государственной безопасности, генерал-лейтенант.

## Биография
Сергей Иванович Бойко родился в 1962 году в Казахской Советской Социалистической Республике. После окончания средней школы поступил в Томский политехнический институт.
В 1988 году поступил на службу в органы Комитета государственной безопасности при Совете Министров СССР. Окончил Высшую школу КГБ СССР.
После распада Советского Союза продолжал службу в системе Министерства безопасности — Федеральной службы безопасности Российской Федерации.
Прошёл служебный путь до высоких руководящих должностей. В начале 2010-х годов возглавлял Управление Федеральной службы безопасности Российской Федерации по Липецкой области.
С 2013 по 2021 год был начальником Управления Федеральной службы безопасности Российской Федерации по Новосибирской области.
Награждён рядом государственных и ведомственных наград.